# Manduca lefeburii
Manduca lefeburii là một loài bướm đêm thuộc họ Sphingidae.

## phân phát
```
Loài này có ở 
México
, 
Belize
, 
Nicaragua
 và 
Costa Rica
 to 
Venezuela
, 
Bolivia
, 
Paraguay
 và 
Brasil
.
[
2
]
```

## miêu tả

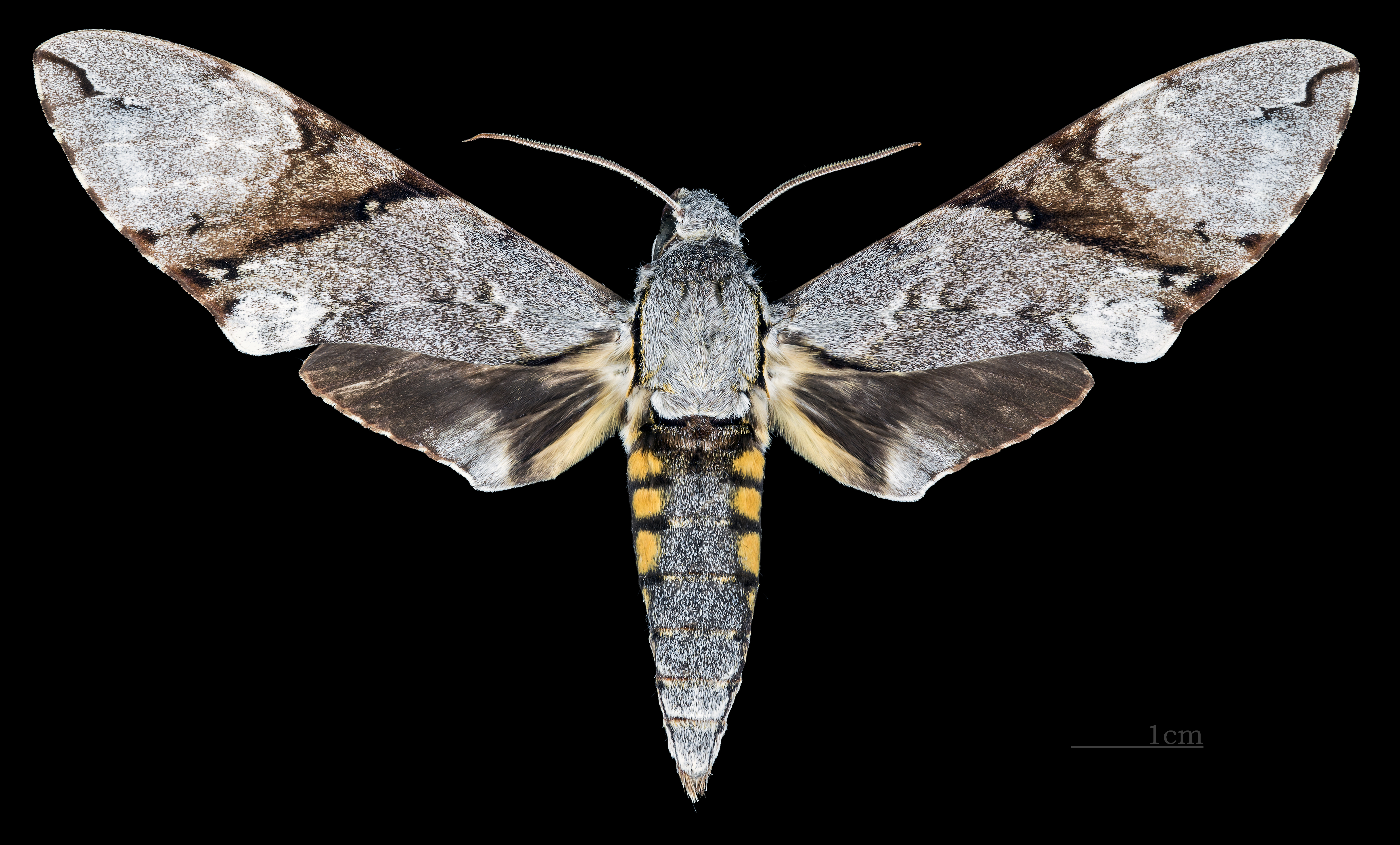
♀
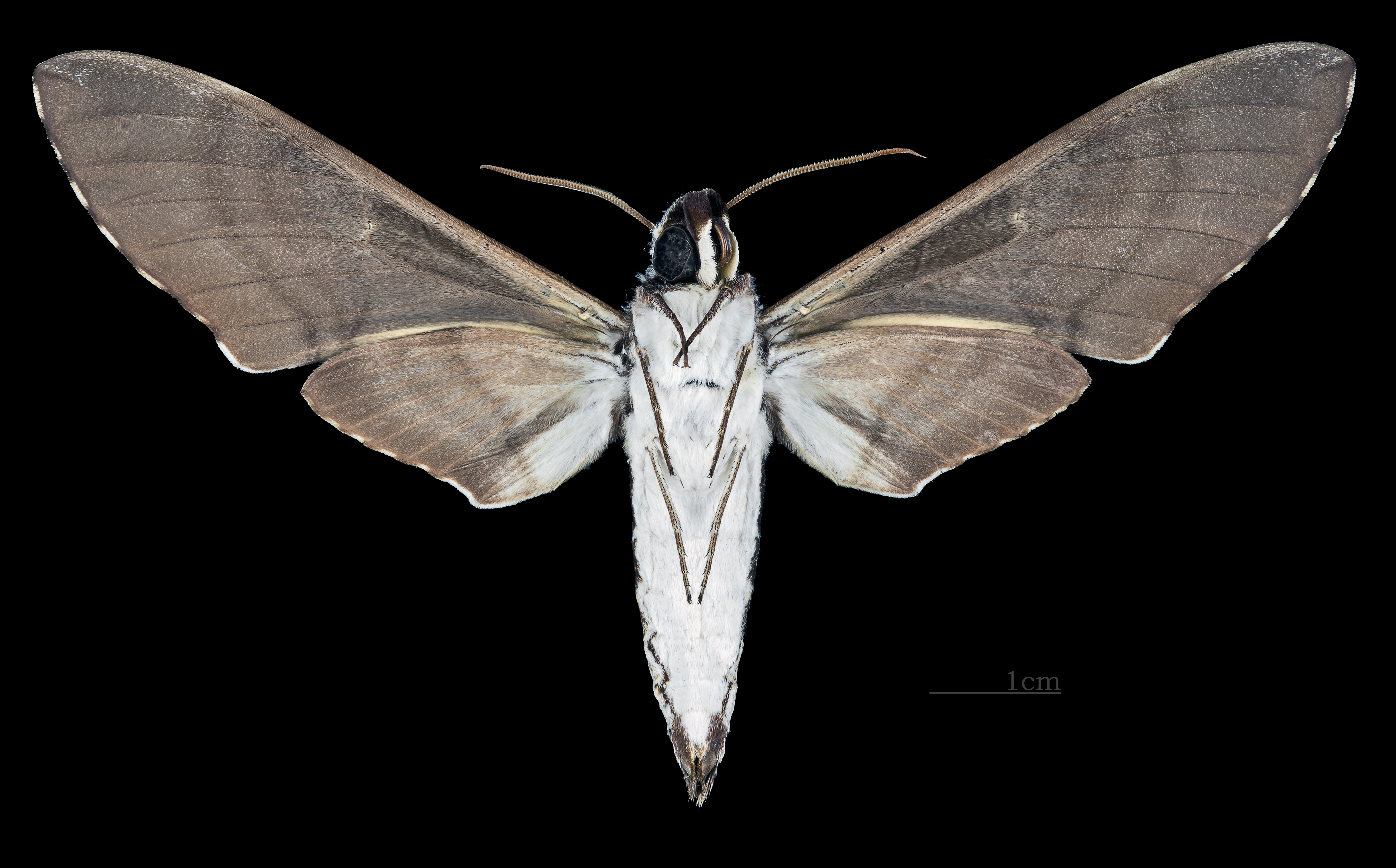
♀ △

Sải cánh dài 89–110 mm. It is similar in appearance to several other members of the Manduca genus, but a number of differences distinguish it from Manduca andicola, Manduca incisa và Manduca jasminearum, to which it most closely compares, particularly in its uniform forewing upperside with a conspicuous dark band.

## sinh học
Có ít nhất 2 đợt trưởng thành một năm ở Costa Rica con trưởng thành bay từ tháng 5 đến tháng 6 và again từ tháng 8 đến tháng 12. In Bolivia, adults have been recorded từ tháng 10 đến tháng 12.
Ấu trùng ăn Casearia arguta, Casearia sylvestris và Casearia corymbosa.

## Phụ loài
- Manduca lefeburii lefeburii (Mexico, Belize, Nicaragua và Costa Rica to Venezuela, Bolivia, Paraguay và Brazil)
- Manduca lefeburii bossardi (Gehlen, 1926) (Mexico)

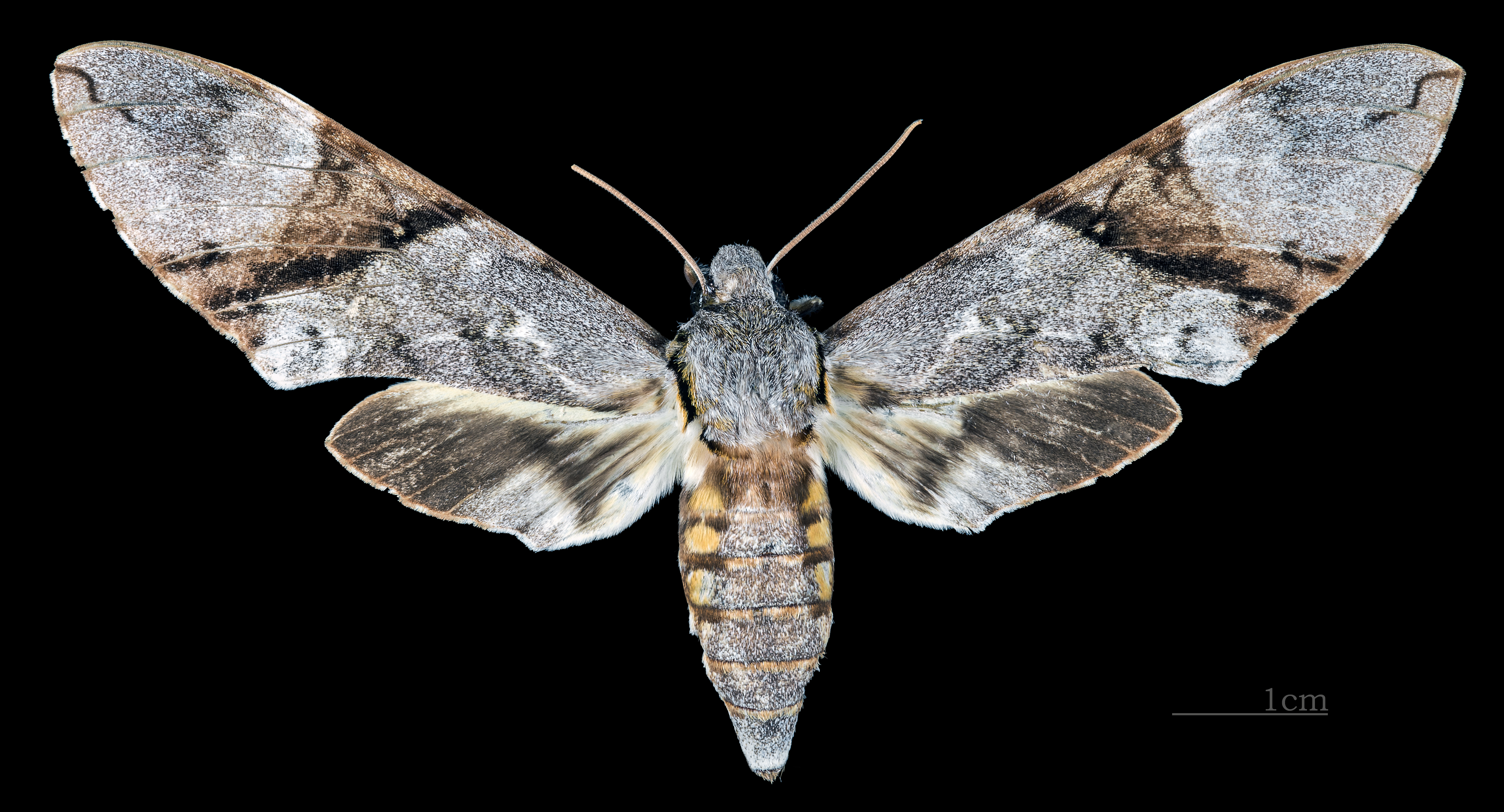
Manduca lefeburii bossardi Drosal
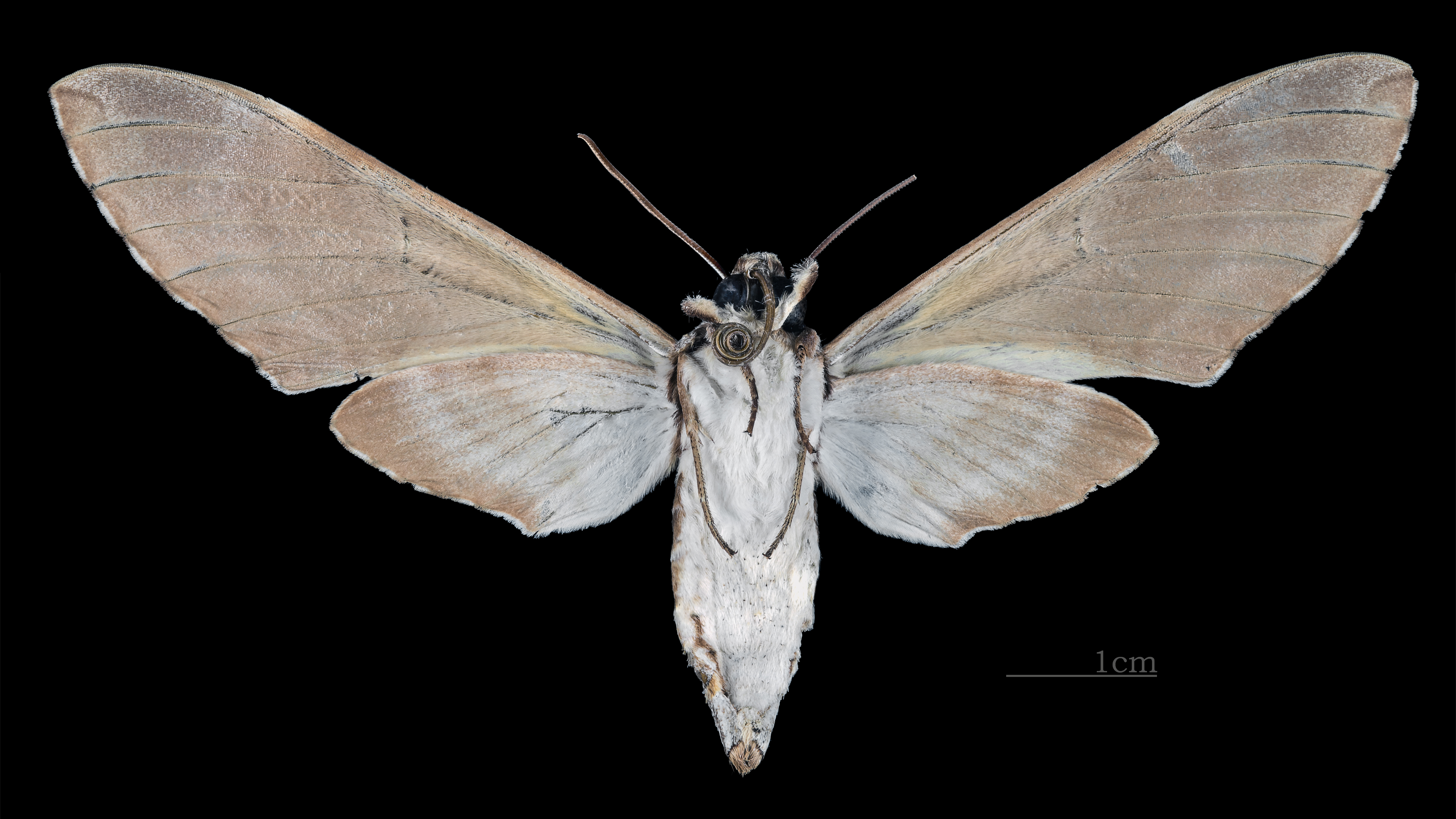
Manduca lefeburii bossardi Ventral